# 富士500km
富士500km（ふじ500キロ）は、毎年5月上旬（ゴールデンウィーク）に富士スピードウェイで行われる自動車レース。現在はSUPER GTのシリーズ戦の1つとなっている。

## 概要
1971年8月に、富士グランチャンピオンレース第3戦として開催されたのが最初となる。以降、1974年にMSCC（マツダスポーツカークラブ）主催で開催。1977年から富士ロングディスタンスシリーズ（富士LD）の1戦として毎年開催されるようになった。スポーツプロトタイプカーやツーリングカーなど様々な車両カテゴリーが参戦し、1983年からはグループCの時代を迎える。1985年からは全日本耐久選手権（後のJSPC）の1戦としても開催されるようになり、国際格式となった。主催者もFISCOクラブから再びMSCC（とVICICの共催）となった。しかし1992年はMSCC開催イベントも 1000 kmレースとなり（この年は富士1000kmが2回開催された）、富士500kmは開催されなかった。翌1993年以降はJSPCの崩壊、景気後退で暫く中断する。2001年からは全日本GT選手権 (JGTC)のイベントとして組み込まれ富士500kmは復活した。現在はその後継のSUPER GTへと引き継がれている（但し2009年から2011年までは景気後退、東日本大震災の影響でレース距離は 400 kmに短縮された。2012年から 500 kmレースは復活している）。
なお、1982年は11月開催の富士500マイルが雨天の影響で順延となったGCとのダブルヘッダーとなったため500kmに短縮され、この年は富士500kmが2回開催された。またツーリングカーレースの国際イベント、インターTECも1987年から1993年までは500kmレースとして開催された。
2005年まではJGTC・SUPER GTにおいてシリーズ一の長丁場レースでもあった（2006年から2017年までは鈴鹿1000kmがシリーズに統合、2018年から2019年までは富士での第5戦が500マイルレースとして開催）。鈴鹿1000kmとは違い、ドライバーは原則2名だが、タイヤの磨耗度や燃費などの問題により、2ストップ制を採用するチームがほとんどである（2009年に義務化）。GT300の一部のチームは1ストップ制を採用するチームもあった。GT500でも、2008年度に23号車の本山哲とブノワ・トレルイエ組のザナヴィ・ニスモ 日産GT-Rが 115 kgのウエイトハンデと 80 kgの特別性能調整を抱えており、ライバル陣とはまともにやりあえないため、低燃費走行・ハードタイヤの選択によって1ストップ制を採用するという光景もみられた。

## 歴代優勝車/ドライバー
- 1971年 マクラーレン・M12/シヴォレー（酒井 正）
- 1974年 シグマGC73/マツダ（寺田陽次郎/岡本安弘）
- 1977年 マーチ・75S/BMW（佐藤文康/小笹哲嗣）
- 1978年 アルピーヌ・A441/ルノー（長谷見昌弘/星野一義）
- 1979年 マーチ・76S/マツダ（従野孝司/関谷正徳）
- 1980年 シェブロンB36/マツダ（真田睦明/鈴木恵一/杉崎直司）
- 1981年 マーチ・75S/マツダ（赤池卓/小林剛史）
- 1982年 BMW・M1（佐藤文康/長坂尚樹）
- 1982年 BMW・M1（佐藤文康/長坂尚樹）
- 1983年 ポルシェ・956（藤田直広/ヴァーン・シュパン）
- 1984年 ポルシェ・956（高橋国光/高橋健二）
- 1985年 ポルシェ・962C（高橋国光/高橋健二）
- 1986年 ポルシェ・956（ヴァーン・シュパン/鈴木恵一）
- 1987年 ポルシェ・962C（高橋国光/ケネス・アチソン/茂木和男）
- 1988年 ポルシェ・962C（岡田秀樹/スタンレー・ディケンズ）
- 1989年 ポルシェ・962C（ハラルド・グロース/中谷明彦）
- 1990年 トヨタ・90C-V（関谷正徳/小河等）
- 1991年 日産・R91CP（星野一義/鈴木利男）
- 2001年 トヨタ・スープラ（脇阪寿一/野田英樹）
- 2002年 トヨタ・スープラ（竹内浩典/立川祐路）
- 2003年 日産・スカイライン（影山正美/リチャード・ライアン）
- 2005年 トヨタ・スープラ（立川祐路/高木虎之介）
- 2006年 レクサス・SC430（服部尚貴/ピーター・ダンブレック）
- 2007年 日産・フェアレディZ（本山哲/リチャード・ライアン）
- 2008年 レクサス・SC430（立川祐路/リチャード・ライアン）
- 2009年 日産・GT-R（本山哲/ブノワ・トレルイエ）
- 2010年 レクサス・SC430（石浦宏明/大嶋和也）
- 2011年 日産・GT-R（本山哲/ブノワ・トレルイエ）
- 2012年 レクサス・SC430（脇阪寿一/石浦宏明）
- 2013年 レクサス・SC430（中嶋一貴/ジェームス・ロシター）
- 2014年 日産・GT-R（安田裕信/ジョアオ・パオロ・デ・オリベイラ）
- 2015年 日産・GT-R（松田次生/ロニー・クインタレッリ）
- 2016年 日産・GT-R（松田次生/ロニー・クインタレッリ）
- 2017年 レクサス・LC500（立川祐路/石浦宏明）
- 2018年 日産・GT-R（松田次生/ロニー・クインタレッリ）
- 2019年 レクサス・LC500（立川祐路/石浦宏明）
- 2021年 ホンダ・NSX（塚越広大/ベルトラン・バゲット）

### インターTEC
- 1987年 フォード・シエラRS500（クラウス・ルドヴィック/クラウス・ニーヅビーズ）
- 1988年 フォード・シエラRS500（クラウス・ニーヅビーズ/横島久）
- 1989年 フォード・シエラRS500（クラウス・ニーヅビーズ/アラン・モファット）
- 1990年 日産・スカイラインGT-R（星野一義/鈴木利男）
- 1991年 日産・スカイラインGT-R（星野一義/鈴木利男）
- 1992年 日産・スカイラインGT-R（アンデルス・オロフソン/木下隆之）
- 1993年 日産・スカイラインGT-R（横島久/クリステンセン）

### JGTC・SUPER GT GT300
- 2001年 日産・シルビア (大八木信行/青木孝行)
- 2002年 ヴィーマック・320R (柴原眞介/密山祥吾)
- 2003年 ポルシェ・911 (山路慎一/西澤和之)
- 2005年 ホンダ・NSX (黒澤治樹/細川慎弥)
- 2006年 ヴィーマック・408R (柴原眞介/八木宏之)
- 2007年 ASL・ガライヤ (新田守男/高木真一)
- 2008年 トヨタ・MR-S (平手晃平/国本京佑)
- 2009年 ASL・ガライヤ (新田守男/高木真一)
- 2010年 トヨタ・カローラアクシオ (井口卓人/国本雄資)
- 2011年 ポルシェ・911 (影山正美/藤井誠暢)
- 2012年 BMW・Z4（谷口信輝/片岡龍也）
- 2013年 トヨタ・プリウス（新田守男/嵯峨宏紀）
- 2014年 BMW・Z4（谷口信輝/片岡龍也）
- 2015年 日産・GT-R（アンドレ・クート/千代勝正/富田竜一郎）
- 2016年 日産・GT-R（星野一樹/ヤン・マーデンボロー）
- 2017年 レクサス・RC-F（中山雄一/坪井翔）
- 2018年 BMW・M6（高木真一/ショーン・ウォーキンショー）
- 2019年 日産・GT-R（平中克幸/安田裕信）
- 2021年 トヨタ・GRスープラ（吉本大樹/河野駿佑）

## 富士マイスター
トヨタ系チームに所属している立川祐路はこのシリーズを得意としており、2001年では決勝2位、2002年では決勝1位、2003年は予選1位を獲り、2005年に決勝1位を獲得している。しかし、2006年以降はマシンの特性により、いい成績を飾ることができていない。しかし、2017年に富士500kmでは自身9年ぶり、レクサス陣営としては2013年第6戦以来4年ぶりの富士スピードウェイ (FSW)での勝利を手に入れた。